# Franciszka Aldea Araujo
Franciszka Aldea y Araujo (ur. w 1881; zm. 20 lipca 1936 w Madrycie) – hiszpańska zakonnica, męczennica, Błogosławiona Kościoła katolickiego.

## Życiorys
Franciszka Aldea Araujo urodziła się bardzo religijnej rodzinie. Gdy poczuła powołanie do życia zakonnego, wstąpiła do zgromadzenia Sióstr Miłosierdzia Najświętszego Serca Jezusa. W czasie wojny domowej w Hiszpanii została zastrzelona, wraz z siostrą Ritą Dolores Pujalte Sanchez, dnia 20 lipca 1936 roku. Obie zostały beatyfikowane przez papieża Jana Pawła II w dniu 10 maja 1998 roku.